# Patty Murrayová
Patricia Lynn Murrayová (nepřechýleně: Murray, * 11. října 1950 Bothell, Washington) je americká politička za Demokratickou stranu. Od roku 1993 je senátorkou USA za stát Washington.
V letech 1989 až 1993 působila jako členka Senátu státu Washington za první okrsek. V roce 1992 byla zvolena senátorkou poté, co ve volbách poměrem 54 ku 46 % hlasů porazila kandidáta Republikánské strany Roda Chandlera. Senátorský mandát obhájila v řadě následujících voleb, a to v letech 1998, 2004, 2010, 2016 a konečně v roce 2022.
Zastává liberální názory, podporuje právo na potrat, práva LGBT osob (ačkoliv ještě v roce 1996 vystupovala proti stejnopohlavnímu manželství) či zákaz poloautomatických pušek. V dubnu 2023 se stala první senátorkou (a 33. senátorem) v historii, která v Senátu hlasovala pro či proti více než deseti tisícům zákonů. Od roku 2001 zastávala různé funkce ve vedení Demokratické strany. V roce 1972 se vdala, má dvě děti.